# Maciej Meller
Maciej Meller (Żnin, 17 aprile 1975) è un chitarrista polacco, membro fondatore dei Quidam fino al loro scioglimento avvenuto nel 2014 e dal 2017 parte dei Riverside inizialmente come turnista e in seguito come componente ufficiale.

## Biografia
Nel 1991 è stato uno dei membri fondatori dei Deep River, divenuti successivamente Quidam, con i quali ha pubblicato sei album in studio tra la fine degli anni novanta e l'inizio degli anni 2010. Parallelamente all'attività con il gruppo, Meller ha intrapreso una collaborazione artistica con il bassista britannico Colin Bass dei Camel, partecipando in alcuni brani dei suoi album An Outcast of the Islands (1998) e In the Meantime (2003).
Durante gli anni 2010 ha fondato il supergruppo Meller Gołyźniak Duda con il batterista Maciej Gołyźniak e il bassista e cantante Mariusz Duda, pubblicando nel 2016 l'album Breaking Habits. Nel 2017 lo stesso Duda lo ha invitato ad esibirsi come chitarrista dei Riverside per i concerti che avrebbero dovuto svolgere durante quell'anno a causa della scomparsa dello storico chitarrista Piotr Grudzińki, avvenuta l'anno prima. La collaborazione tra Meller e i Riverside si è rinnovata nel corso del 2018, durante le sessioni di registrazione del settimo album Wasteland (nel quale Meller ha eseguito gli assoli di chitarra in alcuni brani) e nella relativa tournée mondiale.
Il 1º febbraio 2020 Meller è divenuto un membro ufficiale dei Riverside, ritornati pertanto un quartetto, mentre il 18 settembre dello stesso anno ha pubblicato il suo album di debutto Zenith, composto da otto brani.

## Discografia

### Da solista
Album in studio
- 2020 – Zenith

EP
- 2022 – Zenith Acoustic

### Con i Quidam
- 1996 – Quidam
- 1998 – Sny aniołów
- 2002 – Pod Niebem Czas
- 2005 – surREvival
- 2007 – Alone Together
- 2012 – Saiko

### Con i Meller Gołyźniak Duda
- 2016 – Breaking Habits
- 2018 – Live

### Con i Riverside
- 2020 – Wasteland Tour 2018-2020
- 2023 – ID.Entity

### Collaborazioni
- 1998 – Colin Bass – An Outcast of the Islands
- 1999 – Colin Bass – Live at Polskie Radio 3
- 2000 – Colin Bass – Live Vol. 2 - Acoustic Songs
- 2003 – Colin Bass – In the Meantime
- 2003 – Satellite – A Street Between Sunrise and Sunset
- 2008 – Lunatic Soul – Lunatic Soul
- 2018 – Riverside – Wasteland